# Phan Thị Hà Thanh
Phan Thị Hà Thanh (Haiphong, 16 ottobre 1991) è una ginnasta vietnamita.

## Palmarès

### Mondiali
- 1 medaglia:
  - 1 bronzo (Tokyo 2011 nel volteggio)

### Giochi asiatici
- 2 medaglie:
  - 1 argento (Incheon 2014 nella trave)
  - 1 bronzo (Incheon 2014 nel volteggio)

### Campionati asiatici
- 2 medaglie:
  - 1 oro (Putian 2012 nel volteggio)
  - 1 bronzo (Doha 2008 nel volteggio)

### Giochi del Sud-Est asiatico
- 14 medaglie:
  - 8 ori (Hanoi 2003 a squadre; Nakhon Ratchasima 2007 nel volteggio; Palembang 2011 nel corpo libero; Palembang 2011 nel volteggio; Palembang 2011 nell'all-around; Singapore 2015 nell'all-around; Singapore 2015 nel volteggio; Singapore 2015 nella trave)
  - 2 argenti (Manila 2005 a squadre; Nakhon Ratchasima 2007 a squadre)
  - 4 bronzi (Manila 2005 nel corpo libero; Manila 2005 nella trave; Palembang 2011 nella trave; Singapore 2015 nel corpo libero)